# Vollerslev Sogn
Vollerslev Sogn ist eine Kirchspielsgemeinde (dän.: Sogn) auf der dänischen Insel Seeland.
Bis 1970 gehörte sie zur Harde Bjæverskov Herred im damaligen Præstø Amt, danach zur Skovbo Kommune, die wiederum im Zuge der Kommunalreform zum 1. Januar 2007 in der erweiterten Køge Kommune als Teil der Region Sjælland aufgegangen ist.
Am 1. Januar 2023 lebten 277 Einwohner im Kirchspiel, die „Vollerslev Kirke“ liegt auf dem Gebiet der Gemeinde.
Nachbargemeinden sind im Norden Bjæverskov Sogn, im Nordosten Lidemark Sogn, im Südosten Sædder Sogn und im Westen Gørslev Sogn sowie auf dem Gebiet der Faxe Kommune im Süden Terslev Sogn.